# 卢克·波普尔
卢克·波普尔（英語：Luke Pople，1991年6月6日—），生于新南威尔士州卧龙岗，澳大利亚男子轮椅篮球运动员。他曾代表澳大利亚参加2022年英联邦运动会三人篮球比赛，获得一枚金牌。